# Psycho Killer (chanson de Talking Heads)
Pour les articles homonymes, voir Psycho Killer.
Singles de Talking Heads
Uh-Oh, Love Comes to Town
(1977) Pulled Up
(1978)
Psycho Killer est une chanson du groupe Talking Heads de leur album Talking Heads: 77 paru en 1977. La chanson est écrite par David Byrne, Chris Frantz et Tina Weymouth. Cette chanson présente des paroles pouvant représenter les pensées d'un tueur en série.
Cette chanson fut la seule de l'album à apparaître dans le Billboard Pop Single.

## Paroles
Les paroles du pont musical sont en français. Il y a aussi le fameux « Qu'est-ce que c'est ? » repris plusieurs fois dans la chanson.

## Reprises
Beaucoup de groupes ont repris cette chanson, comme Brand New, Velvet Revolver, The Faint, Faker, Terrorvision, Phish, Cage the Elephant et d'autres. Oh-OK a repris la chanson en concert ; The Flying Pickets et The Bobs (en) l'ont reprise a cappella.
La chanteuse française Sheila l'a reprise en français sous le titre Psychodrame dans l'album Pilote sur les ondes (1980).
The Fools ont fait une parodie de la chanson s'appelant Psycho Chicken (Poulet psychopathe).
La phrase « A Psycho Killer/Well Qu'est-ce que c'est ? » est répétée dans la chanson M & M de Billy Talent.
Dans le jeu Ghetto Blaster, dans la version originale, sur Commodore 64, un ennemi est appelé « Psycho Killer ». Si cet ennemi vous attrape, le jeu affiche « Psycho killer, qu'est-ce que c'est ? Duh duh duh duh duh duh duh duh duh duh! » et le jeu prend fin.
Le rappeur Ice-T a dit que la chanson était une source d'inspiration pour sa chanson Cop Killer.
En 2008, le producteur ToToM a mixé (mash-up) Psycho Killer avec Bounce de MSTRKRFT. La chanson obtenue s'appelle Psycho Bouncer. Pete Doherty a repris la chanson lors de son concert à Glastonbury en 2009.
Duran Duran inclut une reprise sur son album Danse Macabre (2023).
Bruce Lash en a fait une version lounge en 2006 dans l'album Prozak for Lovers.

## Vidéo clip
En juin 2025, pour célébrer le 50e anniversaire de leur premier concert, les Talking Heads publient un vidéo clip de Psycho Killer mettant en scène une femme au bord de la crise de nerf, interprétée par Saoirse Ronan.

## Dans la culture populaire
La chanson est incluse dans le jeu vidéo Rock Band 2.
Le film Julie et Julia évoque la chanson lors d'une scène où Julie doit ébouillanter un homard. Elle se fait alors taxer de « Lobster Killer » par son mari, tandis que la chanson apparaît en fond sonore.
La chanson est également utilisée dans l'épisode Building 26 (saison 3, volume 4) de la série Heroes alors que Sylar et Luke Campbell écoutent la radio dans une voiture.
La chanson est aussi prise dans l'épisode 17 de la saison 4 de Vampire Diaries. Elle est diffusée quand Damon tue un humain, lui ayant oublié son humanité en 1977.
Le dessin animé Les Simpson « Simpson Horror Show XIX » (épisode 4, saison 20) diffuse un morceau de la chanson.
Il existe également une version éditée par Greg Wilson (DJ) (en)
La chanson a été reprise en 2007, par le célèbre groupe de 8 joueurs de ukulele The Ukulele Orchestra of Great Britain. Ici interprétée lors de la saison 2009 des BBC Proms au Royal Albert Hall de Londres, le 18 août 2009 .
La chanson est utilisée dans les séries suivantes :
- à la fin de l'épisode 2 de la saison 1 de Mindhunter quand les agents Ford et Tench descendent au sous-sol de l'académie du FBI installer leur bureau de recherche sur les tueurs en série.
- à la fin de l'épisode 2 de la saison 2 de The Boys, lorsque Hughie monte dans la camionnette des Boys avant le début du générique.
- pendant l'épisode 5 de la saison 2 de Only Murders in the Building pendant le jeu The Son of Sam.
- au début de l'épisode 2 de Painkiller pendant l'introduction, juste après le témoignage de la mère d'une des victimes.
- à la fin de l'épisode 8 de la saison 1 de la série allemande Les Meurtres Zen (série télévisée)
- au début  de l'épisode 2 de la saison 4 de Stranger Things lorsque la bande suspecte Eddie du meurtre de Chrissie

Psycho Killer est chantée par des personnages (les passagers d'un train, en pleine bagarre générale), dans une scène du film Leto, de Kirill Serebrennikov (2018).
La chanson est également utilisée dans le film Bloodshot (2020) avec Vin Diesel.